# Walking in the Air
Walking in the Air is de derde single van het album Oceanborn van Nightwish. De originele versie werd uitgevoerd door Peter Auty voor The Snowman. De songteksten en muziek komen van Howard Blake.

## Tracks
1. Walking in the Air (edit)
2. Nightquest
3. Tutankhamen